# دویه کراستولویچ
دویه کراستولویچ (انگلیسی: Duje Krstulović؛ زادهٔ ۵ فوریهٔ ۱۹۵۳) بازیکن بسکتبال اهل یوگسلاوی بود.
از باشگاه‌هایی که در آن بازی کرده‌است می‌توان به باشگاه بسکتبال اسپلیت اشاره کرد.
وی در مسابقات کشوری و بین‌المللی در مجموع برندهٔ ۳ مدال طلا، ۱ مدال برنز شده‌است.